# Испаряющаяся газовая глобула
Испаряющаяся газовая глобула (англ. evaporating gas globule, EGG) — область водорода размером около 100 астрономических единиц. Закрываемый такой областью газ защищён от воздействия ионизирующего ультрафиолетового излучения. Плотные области газа, закрываемые глобулой, могут образовывать звёзды. Испаряющиеся газовые глобулы впервые были надёжно идентифицированы на изображениях, полученных телескопом «Хаббл» в 1995 году.
Подобные объекты, вероятно, являются предшественниками протозвёзд. Внутри EGG газ и пыль имеют большую плотность, чем в окружающем пространстве. Гравитация сжимает облако по мере падения на него вещества из ближайшего окружения. По мере увеличения плотности глобула нагревается под весом внешних слоёв, в центральной части образуется протозвезда.
Протозвезда может иметь недостаточно большую массу для преобразования в звезду. В таком случае протозвезда становится коричневым карликом. Если же у протозвезды достаточно большая масса, то в некоторый момент плотность достигает критического уровня, при котором температура превосходит 10 миллионов K в центральной части объекта. При этом запускаются ядерные реакции, преобразующие водород в гелий с высвобождением энергии. Протозвезда становится звездой и переходит на главную последовательность диаграммы Герцшпрунга-Рессела.